# Batalla de Saint-Omer
La batalla de Saint-Omer tingué lloc el 1340 i fou un dels enfrontaments de la campanya estival del rei Eduard III d'Anglaterra contra França en les primeres etapes de la Guerra dels Cent Anys. Eduard va atacar França des de les terres de Flandes, just després de la batalla naval de Sluis, però no va tenir gaire èxit i no va aconseguir els resultats que esperava. La batalla va acabar amb un empat tàctic, si bé les forces anglo-flamenques van acabar per retirar-se.

## La frontera francesa el 1340
Flandes, part de França durant els darrers segles, havia estat escenari de freqüents revoltes i guerres per assolir la independència. A finals dels 1330, el governant francès Lluís I de Flandes fou deposat durant la revolta popular liderada per Jacob van Artevelde. Eduard III, que buscava aliats per la seva guerra contra França, va prometre a van Artevelde que li proporcionaria diners pel nou govern i que –contra l'embargament francès– tornarà l'exportació de llana anglesa, de vital importància per l'economia de Flandes, a canvi de suport per les seves operacions militars i el permís per emprar les terres de Flandes com base per la invasió de França.
Artevelde hi va estar d'acord, malgrat que secretament no volia destinar tots els seus recursos en la campanya anglesa i tampoc tenia control de totes les ciutats i petits imperis mercantils de la regió. Per això, quan Eduard li va demanar 150.000 homes, Artevalde no va ser capaç o no va voler reunir-ne ni una petita part d'aquest nombre. La moral anglesa era alta, perquè durant el seu pas al continent havien guanyat la batalla naval de Sluis, així que malgrat la decepció de no tenir les tropes flamenques que esperava, va ordenar Robert III d'Artois que liderés un contingent de 1.000 anglesos i 10.000 flamencs per saquejar la regió i intentar atreure l'atenció dels francesos, potser capturant la fortalesa de Saint-Omer, mentre ell reunia un segon exèrcit per posar setge a Tournai.
Els francesos, molt atents als moviments d'Eduard, reforçaren les seves posicions i organitzaren una nova lleva que les va permetre reunir 25.000 homes en la regió.

## La campanya de Robert
Robert d'Artois va liderar una campanya de destrucció gairebé en línia recta cap Saint-Omer, donant indicis i temps suficient als francesos per reforçar les defenses de la població. Felip VI de França va enviar primerament uns mil homes sota Eudes IV de Borgonya i poc després un segon contingent sota les ordres de Joan I d'Armanyac. Aquests ordenaren l'evacuació dels no combatents i va demolir els suburbis de la ciutat per dificultar l'atac a les muralles, que van reforçar. Robert d'Artois va seguir avançant cap al poble i el 25 de juliol anorreava la població veïna d'Arques (Pas de Calais).
El rei francès, però, avançava lentament darrere seu, així que Robert es va adonar que no tindria temps de posar setge a Saint-Omer si no volia veure's atrapat entre dues forces enemigues, així que va desplegar els seus homes davant la població per oferir batalla. Els seus millors homes, arquers anglesos i soldats de Bruges i Ieper en el centre, soldats de Veurne i Mons a l'esquerra i més homes de Bruges a la dreta. Darrere seu tenia el campament, amb homes de tots els racons de Flandes.

## La Batalla
Els comandants de la població van decidir ignorar l'oferta de batalla dels aliats i esperar que arribés l'exèrcit reial, però no foren capaços de mantenir la disciplina entre els seus homes i un nombrós contingent de cavallers francesos, ansiosos per entrar en batalla, obriren les portes de Saint-Omer i carregaren contra l'ala esquerra aliada. Foren rebutjats per les barricades i obligats a retirar-se de nou cap al poble, perseguits pels soldats de Ieper, que trencaren les línies aliades. En veure aquest moviment, els francesos carregaren per segon cop, originant un gran tumult d'homes davant Saint-Omer.
El de Borgonya i el d'Armanyac, veient l'ocasió, sortiren amb 400 dels seus millors cavallers per atacar els flancs enemics.
Joan d'Armanyac va colpejar l'ala esquerra, ja debilitada, i ràpidament va superar les defenses fins a arribar al campament aliat. Allí va caure sobre els desorganitzats soldats de reserva, matant-ne milers i provocant la fugida dels restants. En aquest punt, però, els seus homes deixaren de perseguir l'enemic per dedicar-se a saquejar el campament, perdent l'oportunitat de caure sobre la rereguarda de l'ala dreta de Roberts, acció que segurament hauria acabat amb ell.
Això no va succeir i Robert va ser capaç de mantenir el centre i la dreta en ordre, rebutjant la càrrega d'Eudes de Borgonya, majoritàriament gràcies al foc dels arquers.
Totalment desconeixedor de la matança que s'estava produint en la seva rereguarda, Robert va rodejar els homes d'Eudes, forçant-los a retirar-se cap al poble, entaulant una furiosa batalla pels carrers dels suburbis del nord de la ciutat, que no havien estat derruïts. Només una defensa desesperada dels habitants de Saint-Omer va evitar que els homes de Robert entressin a la ciutat. Inclús en aquells moments, ningú era conscient que només una milla més enllà Joan d'Armanyac s'havia apoderat del campament anglo-flamenc.
Quan va caure la nit, els homes de Robert van retirar-se just pel mateix camí que van emprar els d'Armanyac per retornar a la ciutat, originant-se una gran confusió i nombroses batusses.

## Fets posteriors
Amb l'alba, Robert d'Artois fou plenament conscient del desastre que havia patit la rereguarda i es va veure forçat a abandonar la campanya, abans que Felip li tallés la retirada. Robert va anar a l'encontre d'Eduard amb les seves millors unitats encara intactes i reclamant una suposada victòria parcial sobre els homes de Borgonya. Malgrat tot, en el camp de batalla va deixar més de 8.000 flamencs morts, fet que va representar un cop molt fort a la moral dels homes de Flandes. A més, les noves fortificacions que els francesos havien disposat a la regió proporcionaven un refugi excel·lent pels cavallers que atacaven els aliats sense descans i les ciutats que més baixes havien patit, com Ieper i Bruges van pactar la pau amb Felip, tallant qualsevol suport d'homes i queviures pels anglesos.
Malgrat tot, Eduard va seguir endavant amb els seus plans i va dirigir-se cap a Tournai, que tampoc va poder capturar.